# Gerpinnes
Gerpinnes (in vallone Djerpene) è un comune belga di 12 064 abitanti, situato nella provincia vallona dell'Hainaut.